# 何卓瑩
何卓瑩（英語：Angel Jolie Ho Cheuk Ying，1985年3月1日—），曾是亞洲電視合約女藝員，Starj & Snazz娛樂旗下藝人，曾演出多部電視劇。也就是靠美少女廚神參賽入行的。她曾就讀於中華基督教會基華小學、德愛中學畢業。於2008年加入亞洲電視，就讀2008年亞洲電視藝員訓練班，並曾主持《AV事務所》及兒童節目《有腦E班》。

## 演出作品

### MV
- 2012年林一峰 清水mv

### 現主持電視節目
- aTV：通識小學堂 (2010年-)通識小學堂 Video

### 曾主持電視節目
- TVB：味分高下 味之天使 - 「蘋果」 (2007年)
- TVB：歡樂滿東華 (2007年)
- aTV：AV事務所 (2008年)
- aTV：今日法庭 (2008年)
- aTV：開學啦 (2008年)
- aTV：有腦E班 (2008年-2009年)
- aTV：生活著數台 (2008年-2009年)
- Roadshow：美味香港之婚宴美食巡禮 (2009年)
- aTV：開心大發現2009 (2009年)
- aTV：香港亂噏 (2009年)
- aTV：魅力新塘 (2010年)
- aTV：娛樂紅人館 (2010年)
- aTV：日本築地美食大追擊 (2010年)
- aTV：開心大發現2010 (2010年)
- aTV：沙溪尋寶之旅 (2010年)
- aTV：尋找百姓家 (2011年-)
- aTV：兔氣揚眉過肥年 (2011年)
- 東亞銀行：新世代「由你指導」 (2011年)
- aTV：亞洲小天使·我愛NO.1 (2011年)

### 曾演出電視劇
- 好美麗診所嘿哈 (2010年) 飾 Angel (台灣)
- aTV：法網群英 (2010年) 飾 Sera (鄧特希工作室)
- aTV：勝者為王 (2010年) 飾 田詩詩 (新視線集團)
- aTV：香港GoGoGo (2010年) 飾 Angel
- aTV：親密損友 (2011年) 飾 Angel
- 香港電台：《獅子山下2015》 - 高價收購(2015年) 飾 Susan
- 香港電台：《同行者》(2016年) 飾 社工

### 曾主持電台節目
- Uonlive：廿二世紀少女 (2009年)

### 曾演出電影
- 2004年：《娛樂大腳八》
- 2008年：《十分鍾情》
- 2008年：《有隻僵屍暗戀你》
- 2009年：《明媚時光》
- 2010年：《殭屍新戰士》飾 Joey
- 2012年：《寒戰》
- 2015年：《踏血尋梅》
- 2016年：《寒戰II》
- 2018年：《對倒》 飾 嘉儀

### 曾拍攝廣告
- 馬會 足智彩介紹 2009-世界杯2010
- 萬寧 系列廣告 香港 2009
- 圓玄學院菊花展 香港 2008-2010
- 藍妹啤酒（平面廣告） 香港 2007
- 索尼(6758.T) 香港 2007
- 益力多 飾 Judy (2267.T) 香港 2007
- 香港中華煤氣(0003.HK) 香港 2006
- Super X (Sports Wear) 香港 2004

### 曾擔任大使
- 第四屆九龍城區區節大使 香港 2010

## 外部連結
- 何卓瑩的Instagram帳戶
- Angel Ho的Facebook專頁
- 何卓瑩Angel的新浪微博
- 何卓瑩 網誌（页面存档备份，存于）
- 何卓瑩官方論壇（页面存档备份，存于）
- 何卓瑩 有腦E班小遊戲（页面存档备份，存于）